# مأموریت مدیریت موقت سازمان ملل متحد در کوزوو
ماموریت مدیریت موقت سازمان ملل متحد در کوزوو (UNMIK) به طور رسمی ماموریتی از طرف سازمان ملل متحد در کشور کوزوو است. UNMIK ماموریت خودش را «کمک به شورای امنیت سازمان ملل متحد برای دستیابی به یک هدف کلی یعنی برقراری شرایط برای یک زندگی عادی همراه با صلح برای ساکنان کوزوو و برقراری ثبات در کشور های بالکان غربی» توصیف می کند.